# Theron Mountains
Theron Mountains  – pasmo górskie w Górach Transantarktycznych w Antarktydzie Wschodniej.

## Nazwa
Góry zostały początkowo nazwane Theron Range a później Theron Mountains na cześć statku Trans-Antarktycznej Ekspedycji Wspólnoty Narodów (ang. Commonwealth Trans-Antarctic Expedition, CTAE) – „Theron” .

## Geografia
Pasmo górskie w Górach Transantarktycznych w Antarktydzie Wschodniej na północny wschód od Lodowca Szelfowego Filchnera i na północ od Slessor Glacier w Ziemi Coatsów . Theron Mountains leżą na północ od Gór Shackletona tworząc wraz z nimi najbardziej na wschód wysuniętą część Gór Transantarktyczych. Rozciągają się na przestrzeni ok. 45 km  z północnego wschodu na południowy zachód od Tailend Nunatak do Mount Faraway . Jego wysokość dochodzi do 1180 m .
W 1956 roku w Theron Mountains brytyjski badacz Vivian Fuchs (1908–1999) odkrył złoża węgla. W latach 80. XX w. odkryto tu również skamieniałości m.in. Glossopteris. 

## Historia
Theron Mountains zostały po raz pierwszy zaobserwowane z powietrza 29 stycznia 1956 roku podczas Trans-Antarktycznej Ekspedycji Wspólnoty Narodów (ang. Commonwealth Trans-Antarctic Expedition, CTAE) . 